# UNIVAC LARC

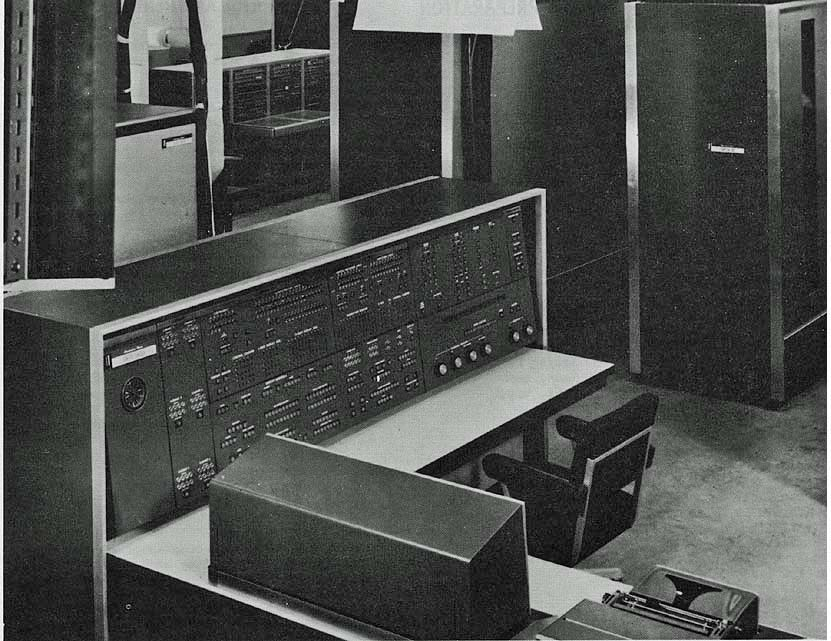
UNIVAC LARC Photo by Lawrence Radiation Laboratory

Die UNIVAC LARC (Livermore Advanced Research Computer) war ein erster Versuch, 1960 einen Supercomputer zu bauen. Die LARC besaß zwei CPUs. Insgesamt wurden zwei Maschinen gebaut, eine für die US Navy und eine für Lawrence Livermore National Laboratory. 1960 gehörte die LARC mit 500 kFLOPS zu den schnellsten Maschinen dieser Zeit.
Das Lawrence Livermore National Laboratory setzte die Maschine zur Lösung von Differenzialgleichungen ein. Eine Besonderheit dieser Maschine war, dass die Peripherie (Input/Output) vollständig unabhängig von dem Hauptrechner war. Je eine CPU für die Arithmetischen Berechnungen und eine CPU für das Input/Output System.